# Alain Fiard
Alain Fiard (Phnom Penh, 17 settembre 1958) è un ex calciatore e allenatore di calcio francese, di ruolo centrocampista.

## Palmarès

### Giocatore

#### Competizioni nazionali
- Coppa di Francia: 1

Bastia: 1980-1981

#### Competizioni internazionali
- Coppa delle Alpi: 1

Auxerre: 1987

### Allenatore

#### Competizioni nazionali
- Campionato marocchino: 1

Raja Casablanca: 2004